# Sten Friberg
Sten Axel Friberg, född 5 september 1902 i Stockholm, död 3 maj 1977 i Marbella, Spanien, var en svensk läkare (ortoped).
Han var från 1943 professor i ortopedi vid Karolinska institutet och överläkare vid Norrbackainstitutet. Han var 1953–1969 rektor för Karolinska institutet och från 1953 ledamot av Nobelstiftelsen. Han var från 1960 ledamot av Karolinska Institutets Nobelkommitté. Friberg är begravd på Norra begravningsplatsen utanför Stockholm.
Hans son med samma namn var onkolog och gift med skådespelaren Louise Edlind.

## Utmärkelser
- Kommendör med stora korset av Nordstjärneorden, 6 juni 1969.[5]